# I ragazzi della Roma violenta
I ragazzi della Roma violenta è un film italiano del 1976, diretto da Renato Savino.

## Trama
Roma. I giovani vivono giorni di fermenti politici, lotte tra opposte fazioni, esaltazioni collettive. Ma tra loro c'è anche chi non si schiera politicamente, ma vive il quotidiano dramma di fame e miseria. La storia è un intreccio di due episodi: le violenze commesse da un gruppo neofascista capeggiato da Marco Garroni, ricco pariolino dalla mentalità distorta, e quelle perpetrate e infine messe in atto da un gruppo sparuto di giovani borgatari comandati da Schizzo, nelle cui file figurano anche: Nerone, pazzo masochista che ama infliggersi ferite da taglio e Gorilla, ragazzo forzuto che ama fare il bullo. E se il primo gruppo ha nel sangue la violenza, la prevaricazione, il maschilismo, il secondo gruppo sarebbe anche incapace di far male ad una mosca, se non venisse travolto dallo spirito di emulazione. E così le violenze e i morti ci scappano da ambo le parti, ma alla fine il vero colpevole di tutto ciò paga a caro prezzo: Garroni, responsabile dell'omicidio di una ragazza, Gianna, sottoposta ad atroci violenze, braccato dalla polizia, tentando di scappare all'estero vola in un burrone con la sua Fiat 1800.

## Produzione
Il film, vagamente ispirato al famoso caso di cronaca nera noto come massacro del Circeo (che ispirò anche altre pellicole analoghe uscite nello stesso periodo) venne girato tra Roma e Sabaudia. La scena finale dell'incidente mortale del protagonista fu girata in parte al lago di Castel Gandolfo, e in parte prima di Gaeta, sulla strada lungo la costa rocciosa a strapiombo e piena di gallerie.
Nonostante il titolo, I ragazzi della Roma violenta non ha nessun legame di trama con il film Roma violenta.

### Cast
Il cast scelto da Savino fu composto da attori poco noti: Gino Milli aveva preso parte a qualche poliziottesco con ruoli minori, mentre Cristina Businari era stata Miss Italia 1967, Marco Zuanelli era stato attore secondario in alcuni spaghetti-western, Paola Corazzi aveva partecipato a Miss Italia 1972 in cui si era classificata al quinto posto, mentre Gino Barzacchi era un noto culturista dell'epoca, divenuto in seguito molto famoso nel suo campo e scomparso il 27 maggio 2024.

## Distribuzione
La pellicola venne distribuita nel circuito cinematografico italiano il 25 marzo 1976, con la censura che impose il divieto alla visione ai minori di 18 anni.
Venne in seguito distribuito anche in Francia, il 31 ottobre 1979.